# Centromyrmex
Centromyrmex is een geslacht van vliesvleugelige insecten van de familie Mieren (Formicidae).

## Soorten
- C. alfaroi Emery, 1890
- C. angolensis Santschi, 1937
- C. bequaerti (Forel, 1913)
- C. brachycola (Roger, 1861)
- C. decessor Bolton & Fisher, 2008
- C. ereptor Bolton & Fisher, 2008
- C. feae (Emery, 1889)
- C. fugator Bolton & Fisher, 2008
- C. gigas Forel, 1911
- C. hamulatus (Karavaiev, 1925)
- C. longiventris Santschi, 1919
- C. praedator Bolton & Fisher, 2008
- C. raptor Bolton & Fisher, 2008
- C. secutor Bolton & Fisher, 2008
- C. sellaris Mayr, 1896